# Área de Conservação da Paisagem de Türisalu
A Área de Conservação da Paisagem de Türisalu é um parque natural localizado no Condado de Harju, na Estónia.
A área do parque natural é de 97 hectares.
A área protegida foi fundada em 1991 para proteger a falésia de Türisalu e a sua biodiversidade. Em 2005, a área protegida foi reformulada para área de conservação paisagística.